# Petrovice u Karviné (stacja kolejowa)
Petrovice u Karviné – stacja kolejowa w Piotrowicach koło Karwiny, w kraju morawsko-śląskim, w Czechach. Znajduje się na wysokości 231 m n.p.m.

## Historia
Stacja kolejowa została otwarta w 1855 roku na odcinku Bogumin – Dziedzice austriackiej Kolei Północnej. Budynek dworcowy wzniesiono w stylu typowym dla budowli austriackich z tego okresu. Od 1 września 1898 roku stacja stała się punktem początkowym linii do Frysztatu, Darkowa, Raju i Karwiny (od roku 1962 zawieszono na niej przewozy osobowe i skrócono linię tylko do stacji we Frysztacie nazywanej już wówczas Karviná město). Po podziale Śląska Cieszyńskiego w 1921 roku między Polskę oraz Czechosłowację rozpoczęła funkcjonowanie jako stacja graniczna. Przedłużeniem linii po stronie polskiej jest linia kolejowa nr 93, a najbliższą stacją za granicą stacja w Zebrzydowicach. Podczas elektryfikacji linii w latach 60. XX w. wybudowano nowy budynek dworcowy. Oprócz kas biletowych i poczekalni na stacji znajdują się również bar, ekspedycja towarowa i mieszkania dla pracowników kolei. Nieopodal znajduje się budynek dawnej służby celnej z częścią mieszkaniową i magazynami.